# Giuseppe Gherardeschi
Giuseppe Gherardeschi (3. listopadu 1759 Pistoia – 6. srpna 1815 tamtéž) byl italský varhaník a hudební skladatel

## Život
Hudební základy mu dali jeho otec Domenico, který byl varhaníkem a kapelníkem (maestro di cappella) v místní katedrále (Cattedrale di San Zeno), a jeho strýc Filippo Maria Gherardeschi. Ve studiu pokračoval u Nicola Saly v Neapoli na konzervatoři Conservatorio della Pietà dei Turchini. Po návratu do Pistoie byl jmenován varhaníkem v kostele Santa Maria dell'Umiltà a později vystřídal svého otce v pistoiské katedrále.
Jako skladatel komponoval hudbu všech žánrů, světskou i církevní. Na jeho počest byla v Pistoi založena Mezinárodní varhanní akademie nesoucí jeho jméno (Accademia Internazionale D'organo Giuseppe Gherardeschi).

## Dílo

### Vokální hudba světská
- Daliso e Delmita (opera, 1782)
- Angelica e Medoro (kantáta, 1783)
- L'apparenza inganna (opera, 1784)
- L'ombra di Catilina (kantáta, 1789)
- L'impazienza (kantáta, 1798)
- La speranza coronata (kantáta, 1804–1809)
- Jednotlivé árie, ansámbly a sbory

#### Chrámová hudba
- Il sacrificio di Jeft (oratorium, 1803)
- 30 mší
- 37 žalmů
- 90 motet
- 5 Te Deum
- Další drobné chrámové skladby

### Instrumentální hudba
- 6 sonát pro cembalo nebo klavír a obligátní housle
- Koncerty pro jednotlivé nástroje
- Dechový kvintet
- 7 symfonií
- 6 smyčcových trií (1784)
- 2 sonáty pro cembalo
- Mnoho skladeb pro varhany